# Kristi Vangjeli
Kristi Vangjeli (né le 5 septembre 1985 à Korçë) est un footballeur international albanais. Évoluant au poste de défenseur latéral. 

## Biographie
Né à Korçë en Albanie, il commence à jouer au football professionnel en 2003 avec une équipe du championnat de Grèce, l'Aris Salonique. 

## Statistiques
Le tableau ci-dessous récapitule les statistiques en match officiel de Kristi Vangjeli :
| Saison                | Club                  | Championnat           | Championnat | Championnat | Coupe(s) nationale(s) | Coupe(s) nationale(s) | Compétition(s) continentale(s) | Compétition(s) continentale(s) | Compétition(s) continentale(s) | Total | Total |
| Saison                | Club                  | Division              | M.          | B.          | M.                    | B.                    | Comp.                          | M.                             | B.                             | M.    | B.    |
| 2003-2004             | Aris                  | 1                     | 6           | 0           | -                     | -                     | -                              | -                              | -                              | 6     | 0     |
| 2004-2005             | Aris                  | 1                     | 9           | 0           | -                     | -                     | -                              | -                              | -                              | 9     | 0     |
| 2005-2006             | Aris                  | 2                     | 17          | 0           | -                     | -                     | C3                             | 1                              | 0                              | 18    | 0     |
| 2006-2007             | Aris                  | 1                     | 18          | 0           | 1                     | 0                     | -                              | -                              | -                              | 19    | 0     |
| 2007-2008             | Aris                  | 1                     | 18          | 0           | 2                     | 0                     | C3                             | 3                              | 0                              | 23    | 0     |
| 2008-2009             | Aris                  | 1                     | 8           | 0           | -                     | -                     | C3                             | 2                              | 0                              | 10    | 0     |
| 2009-2010             | Aris                  | 1                     | 11          | 0           | 1                     | 0                     | -                              | -                              | -                              | 12    | 0     |
| 2010-2011             | Aris                  | 1                     | 22          | 0           | 1                     | 0                     | C3                             | 8                              | 0                              | 31    | 0     |
| 2011-2012             | Aris                  | 1                     | 1           | 0           | -                     | -                     | -                              | -                              | -                              | 1     | 0     |
| 2011-2012             | Odessa                | 1                     | 15          | 0           | 1                     | 0                     | -                              | -                              | -                              | 16    | 0     |
| 2012-2013             | Odessa                | 1                     | 6           | 0           | 1                     | 0                     | -                              | -                              | -                              | 7     | 0     |
| 2013-2014             | Odessa                | 1                     | 4           | 0           | 2                     | 0                     | C3                             | 1                              | 0                              | 7     | 0     |
| 2013-2014             | Aris                  | 1                     | 11          | 0           | -                     | -                     | -                              | -                              | -                              | 11    | 0     |
| Total sur la carrière | Total sur la carrière | Total sur la carrière | 146         | 0           | 9                     | 0                     | -                              | 15                             | 0                              | 170   | 0     |

## Palmarès
- Championnat d'Albanie : 2018